# Crotalus intermedius
Crotalus intermedius là một loài rắn trong họ Rắn lục. Loài này được Troschel mô tả khoa học đầu tiên năm 1865.
Loài này được tìm thấy ở miền trung và miền nam Mexico. Ba phân loài hiện đang được công nhận, bao gồm cả phân loài chỉ định được mô tả ở đây.